# Кардоникское сельское поселение
Кардоникское се́льское поселе́ние — муниципальное образование в Зеленчукском районе Карачаево-Черкесии Российской Федерации.
Административный центр — станица Кардоникская.

## География
Кардоникское сельское поселение расположено в пойме реки Аксаут, между возвышенностями: с севера — Дженгур, с юга — Шаханв 12 км, к востоку от районного центра
Площадь поселения — 114,7 кв. км.
На территории поселения протекают три реки: Маруха, Аксаут, Кардоник. Мосты через реки железобетонные, грузоподъемностью 60-80 тонн. Реки шириной с 10 до 30 метров, глубиной до 2 метров, скорость течения — 1.8 м/с. Дно рек гаечное, каменистое. Берега местами обрывистые, высотой более 10 метров.
Границы
Поселение граничит: с севера — с Жаковским сельским поселением Хабезского района; с запада с Марухским сельским поселением и Зеленчукским сельским поселением, с востока — с Кызыл — Октябрьским сельским поселением;с юга — с Хасаут — Греческим сельским поселением.

## История
Статус и границы сельского поселения установлены Законом Карачаево-Черкесской Республики от 6 марта 2006 года № 13-РЗ "от 24 февраля 2004 года № 84-РЗ «Об административно-территориальном устройстве Карачаево-Черкесской Республики»

## Население
| 2002  | 2010  | 2012  | 2013  | 2014  | 2015  | 2016  |
| ----- | ----- | ----- | ----- | ----- | ----- | ----- |
| 7796  | ↘7091 | ↘6969 | ↘6929 | ↘6879 | ↘6824 | ↘6751 |
| 2017  | 2018  | 2019  | 2020  | 2021  | 2023  |       |
| ↘6716 | ↗6723 | ↘6702 | ↗6747 | ↗7582 | ↗7594 |       |

## Состав сельского поселения
| № | Населённый пункт | Тип населённого пункта          | Население |
| - | ---------------- | ------------------------------- | --------- |
| 1 | Кардоникская     | станица, административный центр | ↘7586     |

## Инфраструктура
Проходит газопровод общей протяженностью 90 км; среднего давления — 9.5 км, низкого давления — 80.5 км. Общий объём подачи газа до 3550 куб.м. в сутки.

## Транспорт
На территории поселения развита сеть автомобильных дорог с твердым покрытием, протяженностью 275 км, из них 13 км. — асфальто-бетон; опасных участков автомобильных нет. Протяженность автомобильной дороги № 5 федерального значения составляет 4,3 км. Всего на дорогах поселения 4 моста.